# Ahmed Resmî Efendi
Ahmed Resmî Efendi (in italiano, "Ahmed Efendi di Retimo"), chiamato anche da alcune fonti arabe come Ahmed bin İbrahim Giridî ("Ahmed figlio di İbrahim il Cretese") (1700 – 1783) è stato un politico, diplomatico e scrittore ottomano di origine greca della fine del XVIII secolo.
Nel contesto delle relazioni internazionali, il suo compito più importante, e sfortunato, fu quello di fungere da capo della delegazione ottomana durante i negoziati e la firma del Trattato di Küçük Kaynarca. In ambito letterario è ricordato per varie opere tra le quali occupa un posto di rilievo il suo sefâretnâme che racconta le sue ambasciate a Berlino e Vienna. È stato il primo ambasciatore della Turchia a Berlino.

## Primi anni di vita
Ahmed Resmi nacque in una famiglia di origine greca  nella città cretese di Retimo, conosciuta come Resmo nell'Impero ottomano nell'anno 1700. Secondo Muhammed Muradî, fonte del poco che si sa della sua prima infanzia, Ahmed Resmî arrivò a Istanbul verso i quarant'anni, nel 1734. La maggior parte delle fonti gli attribuisce competenze nelle arti calligrafiche ed epistolari. Crescendo attraverso la burocrazia ottomana, si alleò con una cerchia di riformatori, che trasformarono le relazioni diplomatiche degli ottomani con l'Europa nel XVIII secolo e fondarono alcune delle prime biblioteche pubbliche private di Istanbul.
Quando suo suocero e primo mecenate Tavukçubaşı Mustafa, un diplomatico e una delle figure di spicco dell'entourage del gran visir Koca Mehmed Ragıp Pascià, morì nel 1749, Ahmed Resmî iniziò a scrivere la sua prima opera, la raccolta bibliografica del capo ottomano scriba "Sefinet ür-rüesa". Fu in questo periodo che scrisse "İstinas fi ahval el-efras", per dimostrare le sue capacità letteraria e di scriba, celebrando il rituale primaverile di liberare i cavalli reali per il pascolo e che servì da encomio al sultano Mahmud I. Queste opere servirono anche come mezzo di introduzione a potenziali mecenati, come il gran visir Köse Bahir Mustafa Pascià.
Nel 1749 compose anche "Hamilet el-kübera", un elenco biografico dei principali eunuchi neri (kızlar ağaları) del palazzo.
Ahmed Resmî fu nominato alla fine del 1757 a un'ambasciata a Vienna per annunciare l'ascesa al trono di Mustafa III.
L'ambasciata a Vienna fu seguita da una nomina simile, la prima ambasciata turca alla corte di Federico il Grande a Berlino nel 1763/1764. Dopo entrambe le ambasciate, Ahmed Resmî presentò rapporti dettagliati sulla geografia del suo passaggio e sulla politica dei tribunali che aveva incontrato. Nel caso dell'ambasciata di Berlino, lasciò non solo un resoconto delle sottigliezze diplomatiche, ma anche un ritratto di Federico e la descrizione della Guerra dei sette Anni. Le sue osservazioni provvisorie inaugurarono una nuova enfasi per l'Impero ottomano sulla necessità di studiare la politica europea.

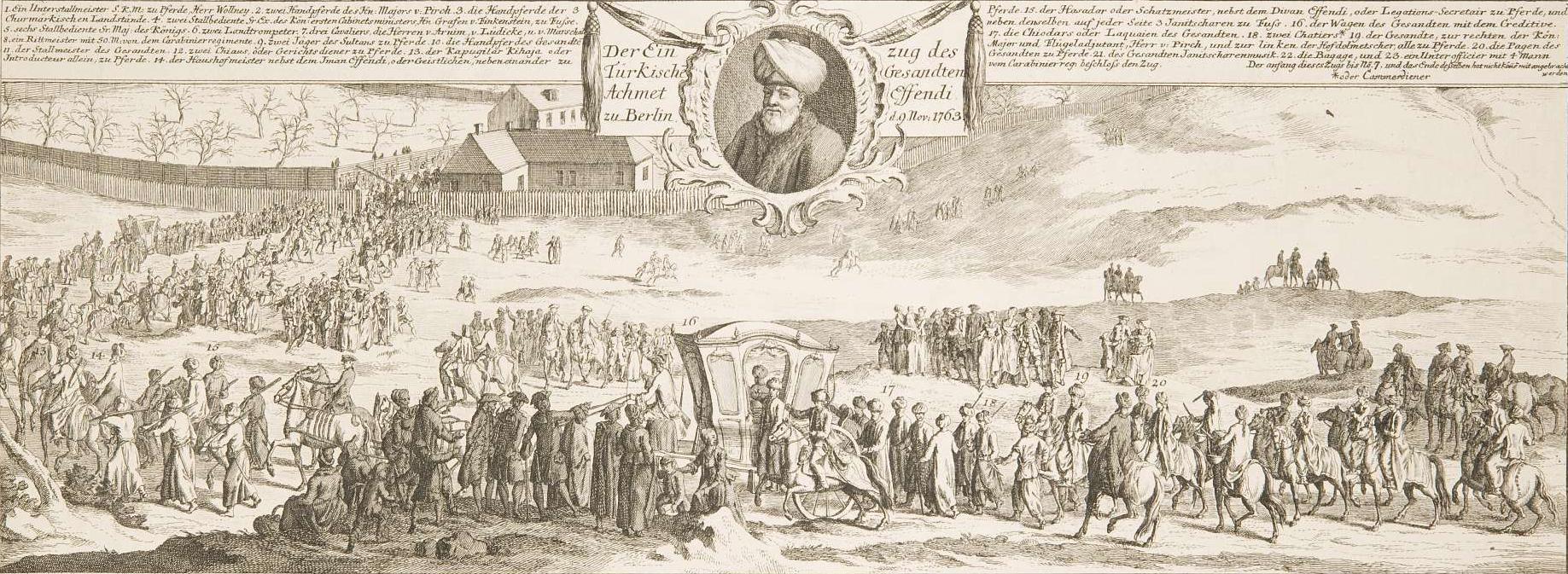
L'arrivo di Ahmed Resmî Efendi a Berlino il 9 novembre 1763.

Al suo ritorno da Berlino, fu nominato capo della corrispondenza (mektupçu) al gran visir. Nel 1765 divenne sergente d'armi in capo (çavuşbaşı) e iniziò il suo lungo legame con Muhsinzade Mehmed Pascià, che fu nominato due volte gran visir. Tra gli altri suoi incarichi alle più alte cariche ci fu il suo breve incarico come secondo in comando (sadaret kethüdası) al gran visir Moldovanlı Ali Pascià nel 1769 mentre il gran visir era sul fronte bulgaro di battaglia. Prestò nuovamente servizio in questa veste con Muhsinzade Mehmed Pascià dal 1771 fino alla morte del gran visir alla fine della guerra russo-turca, 1768-1774 . Ahmed Resmî fu presente a molti dei consigli di guerra sul campo di battaglia ed era noto per la sua generosità verso i soldati feriti. I suoi litigi e osservazioni sul capo della delegazione ottomana durante la tregua di dieci mesi tra i due episodi della guerra, Çenebaz Osman Efendi o Yenişehirli Osman Efendi, dal nome di una città vicino Bursa o ora in Grecia, furono da lui registrati in uno dei resoconti più vividi della guerra.
Anche se i tre incarichi sopra menzionati erano considerati come un trampolino di lancio per la carica di gran visir, non raggiunse mai tale status. È probabile che le critiche regolari e aspre di Ahmed Resmî allo stato dell'organizzazione militare ottomana abbiano svolto un ruolo importante in questa svolta degli eventi.
Ahmed Resmî agì come primo plenipotenziario (murahhas-ı evvel) ai negoziati di pace di Küçük Kaynarca nel 1774 e divenne uno dei firmatari del trattato risultante. Comprensibilmente scomparve dagli elenchi degli incarichi per qualche tempo dopo il 1775. Ahmed Resmî riemerse un'ultima volta come capo dell'ufficio di cavalleria del palazzo (süvari mukabelecisi) sotto il gran visir Halil Hamid Pascià, probabilmente in riconoscimento del suo continuo servizio dietro le quinte nei difficili negoziati con la Russia sul futuro della Crimea e dei tatari. Ahmed Resmî morì nell'agosto 1783, poco prima che la Convenzione di Aynalıkavak che cedette la Crimea a Caterina II fosse firmata all'inizio del 1784.

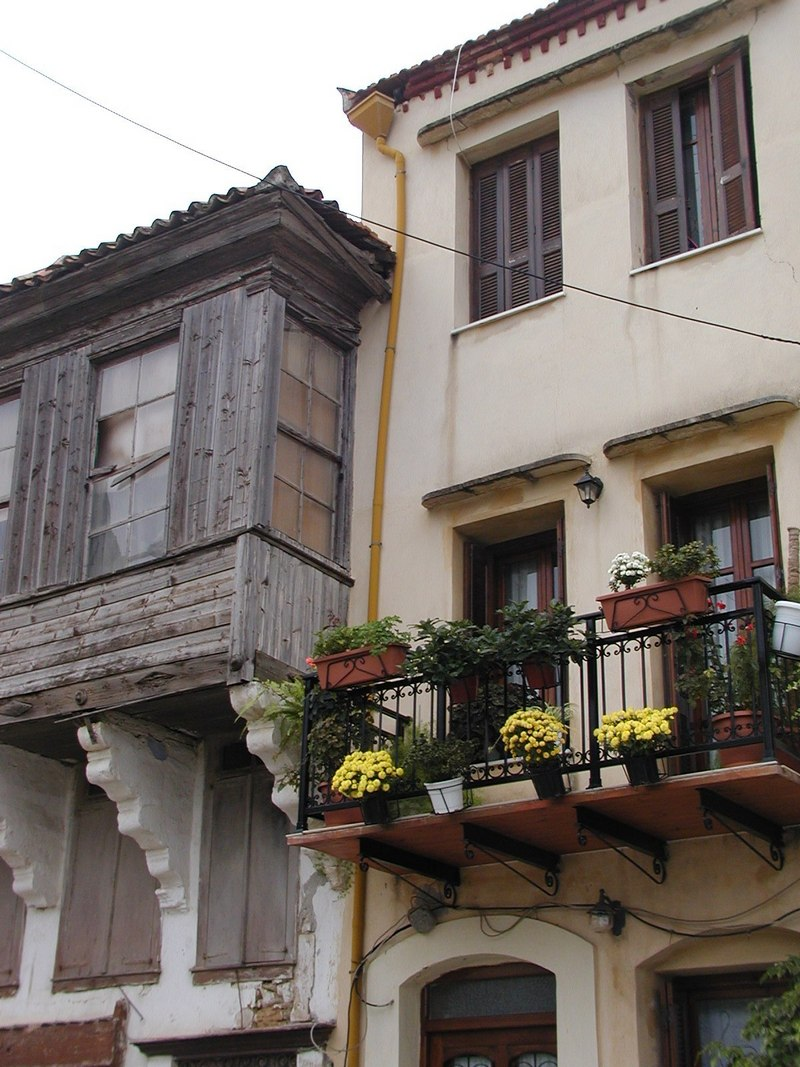
Case turche a Retimo (Rethymno) dove Ahmed Resmî Efendi era nato e aveva trascorso i primi quarant'anni della sua vita

## Lavori letterari
- Hamiletü'l-kübera (1749): un elenco biografico dei principali eunuchi neri da Mehmed Agha (1574–1590) fino in Moralı Beşir Agha (il secondo eunuco con lo stesso nome, che prestò servizio tra il 1746 e il 1752) dedicato a Koca Ragıp Mehmed Pascià. Comprende biografie di trentotto eunuchi, incentrate sulle loro origini e carriere professionali. Una parte conclusiva affronta la storia della caduta e dell'esecuzione di Moralı Beşir Agha e fornisce tante giustificazioni e spiegazioni per gli eventi.
- Hülasat el-itibar (1781): Storia critica e satirica della guerra russo-turca, 1768-1774. Ahmed Resmî era sul campo di battaglia ed era profondamente consapevole dei fallimenti del corpo dei giannizzeri. La scrittura è accessibile, indignata, a tratti comica, ma sincera e appassionata.
- Layiha: un memorandum presentato al gran visir İvazzade Halil Pascià nel 1769 riguardante la necessità di riorganizzazione e controllo del quartier generale militare.
- Layiha: una memoria politica sui russi durante la tregua temporanea e i negoziati per porre fine alla guerra del 1768-1774 presentata a Muhsinzade Mehmed Pasha e Abdürrezzak Efendi, capo negoziatore sul fronte di battaglia nel 1772. Ahmed Resmî presentò questa Layiha mentre gli ottomani intraprendevano negoziati alla fine abortiti con i russi tra il 1772 e il 1773, in cui insisteva per la pace, sostenendo che i russi erano gravemente sovraesposti e che entrambe le parti avrebbero dovuto riconoscere i loro limiti militari e territoriali. Tale linguaggio era ancora nuovo nei negoziati ottomani. Il punto di vista di Ahmed Resmî in quest'ultima opera, così come in Hülasat el-itibar, rappresenta una comprensione della diplomazia dell'equilibrio di potere che osservava nelle corti di Vienna e Berlino.
- Sefaretname -i Ahmed Resmî o Sefaretname-i Prusya: Rapporto dell'ambasciata di Ahmed Resmî a Berlino nel 1763-1764 contenente un giornale di bordo per il viaggio, riflessioni sulle città di passaggio, nonché un resoconto degli incontri ufficiali con Federico il Grande, e molte riflessioni sull'ascesa di Federico, sul suo genere di governo, e sulla sua parsimonia. Sia questo che il rapporto dell'ambasciata di Vienna sono stati modificati e trascritti numerose volte e discussi a lungo in inglese e turco.
- Sefinet er-rüesa o Halifet er-rüesa: questa è l'unica raccolta biografica dei capi scribi ottomani (reis ül-küttab) fino al 1744, iniziata da Ahmed Resmî intorno al 1749 e continuata da Süleyman Faik fino al 1804. Il lavoro si conclude con le voci sui mecenati di Ahmed Resmî, Tavukçubaşı Mustafa e Koca Ragıp Mehmed Pascià, e costituisce la principale fonte di informazioni su queste due personalità.
- Viyana Sefaretnamesi: Rapporto dell'ambasciata di Ahmed Resmî a Vienna nel 1757-1758, scritto subito al suo ritorno.

Le sue due opere sulle ambasciate di Vienna e Berlino sono state tradotte in tedesco da Joseph von Hammer nel 1809.